# プロ野球スピリッツ5
『プロ野球スピリッツ5』（プロやきゅうスピリッツふぁいぶ）は、コナミデジタルエンタテインメント（以下、KDE-J）から、2008年4月1日にPlayStation 2・PlayStation 3向けに発売されたリアル野球ゲーム。『プロ野球スピリッツ』シリーズの5作目にあたる。略称は『プロスピ5』。本項では同年12月4日に発売された機能強化版であり、実況パワフルプロ野球での「決定版」に当たる『プロ野球スピリッツ5完全版』（- かんぜんばん）についても併せて記述する。

## 概要
前作『4』と同様にPlayStation 2（PS2）とPlayStation 3（PS3）とのダブルプラットホームでの発売である。
今作においては、1チームあたりの登録選手枠が前作の50人から52人に増やされ、スターダムモード（実況パワフルプロ野球における「マイライフ」モードや前作の「MVP」モードに相当）が追加された。また、COM打者がどの程度緩急に対応したかを確認できる、「緩急対応ゲージ」が導入されたり、モーションの追加等が行われた。また、スピリッツモードにフィールドプレイで選手を作成する「ハワイ」の追加、学習AIや守備・走塁面の強化など、他モードでも様々な変更･追加が行われている。
PlayStation 3版ではオンラインアップデートが行われている。アップデート内容については後のシリーズで行われている選手データの更新はなく、公式アナウンスがないためどのような内容かは不明（PlayStation 2版ではネットワーク通信に対応していない為、アップデートは行われていない）。

## プロ野球スピリッツ5完全版
2008年12月4日発売の『プロ野球スピリッツ』シリーズ初の「決定版」の位置づけ（2004年シーズン中途で発売の『プロ野球スピリッツ2004クライマックス』はシーズン終了後発売の「決定版」ではない）。また、『実況パワフルプロ野球15』は「決定版」が発売されず、『パワプロクンポケット11』ではシーズン終了時ではなく7月末のデータを採用しているため、2008年度シーズンを再現してパワプロプロダクションから発売された野球ゲームで唯一の「決定版」である。また、プロ野球スピリッツシリーズでは最後に広島市民球場を収録したゲームである）
初回生産版には全収録選手データブック付BOXが同梱された。
1. ↑  最後に広島市民球場を収録したゲームは『パワプロ2009』・『パワプロNEXT』である。この2作品の発売は2009年度シーズンが開幕する前だった為、出荷時には前広島市民球場を収録しているが、公式ページで公開されているパスワードを入力することによって、MAZDA Zoom-Zoom スタジアム広島が新たに追加される。詳しくは各作品の項を参照されたい。

### 開幕版からの追加・変更点
- 2008年シーズン全支配下登録選手を収録。
発表された時は「現役全選手収録」だったが、その後、収録選手が「全支配下登録選手」に変更された。そのため、支配下登録とは別の扱いである「育成選手」は収録されない。
シーズン途中に退団した以下の9選手は収録されていない。
  - ルイス・ゴンザレス（読売ジャイアンツ）
  - ラファエル・クルス（中日ドラゴンズ）
  - トラビス・ヒューズ、デーブ・ウィリアムス、マットホワイト（横浜ベイスターズ）
  - アダム・リグス、ダニエル・リオス（東京ヤクルトスワローズ）
  - トム・デイビー（オリックス・バファローズ）
  - ミッチ・ジョーンズ（北海道日本ハムファイターズ）
- 2008年シーズンで各球団が使用したユニフォーム全種類（ペナント・交流戦用・復刻版など）を収録。
- 2008年シーズンに行われたスタジアムの改装（阪神甲子園球場の内野スタンド改装、西武ドームの人工芝改装など）を再現した。また、広島市民球場の「ありがとう!市民球場」の広告も再現。
- 多田野数人（北海道日本ハムファイターズ）が使用している山なりのボールをストレート系第二球種扱いで再現（開幕版ではフォークに加えた第二球種扱いだったが、当該ボールの初投球が発売に近かった為、再現とは言い難かった）。
- 『実況パワフルプロ野球ポータブル3』で作成したオリジナル選手データがパスワード選手として対応するようになった（開幕版は応援曲のみ対応）。
- 開幕版まで存在した特殊能力「ジャイロボール」の名称が「スピン○」に変更され、これを持つ選手がかなり増えた他、後の作品ではこれの上位能力に相当する、藤川球児（阪神タイガース）のストレートを再現した特殊能力「火の玉ボール」が追加された。
- ピッチャーのシーズン初登板時又はバッターのシーズン第一打席での選手紹介が消滅。